# Vesperus flaveolus
Vesperus flaveolus là một loài bọ cánh cứng trong họ Cerambycidae.